# Loasa elongata
Loasa elongata är en brännreveväxtart som beskrevs av William Jackson Hooker och Arn. Loasa elongata ingår i släktet Loasa och familjen brännreveväxter. Inga underarter finns listade i Catalogue of Life.